# New York (Paloma Faith)
New York è il secondo singolo della cantante britannica Paloma Faith, pubblicato il 13 settembre 2009 dall'etichetta discografica Epic ed estratto dall'album di debutto, Do You Want the Truth or Something Beautiful?, pubblicato poche settimane dopo.
Alla canzone ha collaborato il Souls of Prophecy Gospel Choir di Londra per alcune parti corali.

## Classifiche
| Classifiche (2009)     | Posizione raggiunta |
| ---------------------- | ------------------- |
| Danish Singles Chart   | 36                  |
| Finnish Singles Chart  | 8                   |
| Irish Singles Chart    | 12                  |
| Swiss Singles Chart    | 16                  |
| Official Singles Chart | 15                  |